# Posetitel muzeia
Posetitel muzeia (rus: Посетитель музея, tr. "Un visitant al museu") és una pel·lícula dramàtica postapcalíptica soviètica del 1989 dirigida i escrita per Konstantin Lopuixanski. Va ser inscrit al 16è Festival Internacional de Cinema de Moscou on va guanyar el Sant Jordi de Plata i el Premi del Jurat Ecumènic.
És la segona d'una col·lecció de pel·lícules anomenades "Quartet de lapocalipsi" dirigides per Lopuixanski que tenen lloc en escenaris apocalíptics o postapocalíptics. Les altres pel·lícules del quartet són Pis'ma miortvogo txeloveka (1986), Russkaia simfonia (1994) i Gadkie lebedi (2006).

## Trama
En un món postapocalíptic després d'un desastre ambiental global, les restes de la humanitat viuen el seu segle, indiferents al destí del planeta, i de cap manera intenten aturar la catàstrofe. Entre els humans hi ha una casta de "degenerats", humans que tenen una discapacitat intel·lectual significativa.
El personatge principal arriba al mar, que es desborda periòdicament i després s'asseca. Vol mirar l'antiga ciutat enfonsada, que apareixerà a la superfície quan el mar es torni a separar. Esperant aquest moment, parla amb els veïns. Descobreix que la gent "normal", els hostalers, han perdut el que queda de la seva espiritualitat i estan silenciant la seva fam espiritual amb entreteniment. El dissuadeixen d'anar a la ciutat antiga, demanant-li que es quedi amb ells, escolti música, miri la televisió, faci festa i balli. La mestressa de casa el sedueix i tenen sexe.
Al mateix temps, els degenerats van conservar la religió i una aparença d'espiritualitat. Un dels degenerats, la minyona de l'hostaler, creu que el Visitant és un salvador enviat per Déu, i li suplica que no se'n vagi, que no abandoni la seva recerca. L'heroi, per invitació seva, assisteix a un servei nocturn de degenerats, en el qual la multitud demana a Déu que els porti del món postapocalíptic al cel. Això el porta a una epifania espiritual. La gent normal comença a témer-lo, creient que és un mutant disfressat. Quan el mar finalment se separa, arriba a la ciutat enfonsada, plorant a Déu perquè expiés els pecats de la humanitat.
Al final, la mestressa de casa, abans menyspreant la religió i els mutants, també experimenta una epifania sota la influència del Visitant. El Visitant, en canvi, finalment cau en un frenesí religiós i només pot colpejar i cridar per Déu.

## Repartiment
- Viktor Mikhailov com el visitant
- Vera Maiorova com a gerent
- Vadim Lobanov com a gerent
- Irina Rakxina com a criada degenerada